# Пажневиці
Пажневиці (пол. Parzniewice) — село в Польщі, у гміні Воля-Кшиштопорська Пйотрковського повіту Лодзинського воєводства.
Населення — 435 осіб (2011).
У 1975-1998 роках село належало до Пйотрковського воєводства.

## Демографія
Демографічна структура станом на 31 березня 2011 року:
|          | Загалом | Допрацездатний вік | Працездатний вік | Постпрацездатний вік |
| -------- | ------- | ------------------ | ---------------- | -------------------- |
| Чоловіки | 227     | 46                 | 160              | 21                   |
| Жінки    | 208     | 46                 | 113              | 49                   |
| Разом    | 435     | 92                 | 273              | 70                   |